# KRO-NCRV
KRO-NCRV is een Nederlandse publieke omroep ontstaan op 1 januari 2014 uit een fusie van de omroeporganisaties Katholieke Radio Omroep (KRO) en Nederlandse Christelijke Radio Vereniging (NCRV). De omroep nam in 2016 ook de katholieke programmering van de voormalige RKK over en stelt primair de omroep van "de katholieke en protestants-christelijke gemeenschappen" in Nederland te zijn.
Bij de officiële telling door het Commissariaat voor de Media in 2014 bleek KRO-NCRV, ondanks een klein ledenverlies, op dat moment de Nederlandse omroep met de grootste achterban te zijn, met samen 798.930 leden. Dat aantal is in 2021 gehalveerd naar 401.863 leden.

## Achtergrond
Door de Mediawet 2008 teneinde het stelsel van de landelijke publieke omroep te moderniseren, gewijzigd in 2013, werden de bestaande Nederlandse omroepen gestimuleerd en onder druk gezet om samenwerkingsverbanden te vormen. Hierdoor werden in 2014 de verbanden AVROTROS, BNN-VARA en KRO-NCRV gevormd. Deze verbanden waren niet helemaal vergelijkbaar: terwijl in het eerste geval de omroepverenigingen AVRO en TROS waren opgegaan in een nieuwe omroepvereniging met samengevoegd ledenbestand, besloten zowel BNN en de VARA als de KRO en de NCRV om een "samenwerkingsomroep" te vormen met behoud van de twee oude verenigingen.
Formeel was KRO-NCRV tot 2019 een vereniging van twee organisaties, de KRO en de NCRV, die allebei verenigingen met individuele leden waren. De omroepbedrijven van de beide oude omroepen waren eerder samengevoegd onder de nieuwe organisatie. Per 1 januari 2019 zijn de KRO, NCRV en het omroepbedrijf gefuseerd tot de Vereniging KRO-NCRV.
Het journalistieke platform van KRO-NCRV heet Pointer.

## Programma's
Specifiek levensbeschouwelijke programma's zond KRO-NCRV van 1 januari 2016 tot Pasen 2021 uit onder ofwel het KRO-merk (katholiek), zoals de Eucharistieviering en Kruispunt, ofwel het NCRV-merk (protestant), zoals De Verwondering, Jacobine op Zondag en het eerdere Schepper & Co met Jacobine Geel. Andere programma's worden sindsdien uitgezonden onder het KRO-NCRV-merk. Sinds 2016 zendt KRO-NCRV, tot 2020 samen met de EO, elke witte donderdag The Passion live uit. 
Op 1 januari 2016 werden de kleine levensbeschouwelijke omroepen zonder leden opgeheven door het kabinet. De RKK ging toen op in KRO-NCRV. KRO-NCRV kreeg de zendmachtiging om zorg te dragen voor het voortzetten van de katholieke programmering van de voormalige RKK. Ook aan de 2.42-omroep Boeddhistische Omroep Stichting (BOS) kwam op 1 januari 2016 een einde. In 2015 was door KRO-NCRV met de Boeddhistische Unie Nederland (BUN) – als door de overheid erkende representant van de boeddhistische stroming in Nederland – een overeenkomst gesloten waarin werd afgesproken dat KRO-NCRV vanaf januari 2016 de programmering voor de stroming boeddhisme zou verzorgen en bekostigen vanuit een daartoe speciaal gereserveerd budget. De KRO-NCRV verzorgt sinds dat jaar ook de uitzendingen van de Rooms-Katholieke Kerk, zoals de diensten, de uitzendingen rond Kerstmis, Pasen het overlijden of aftreden van de Paus en de Pausjournaals tijdens het conclaaf. Deze uitzendingen werden voor die tijd verzorgd door de omroep RKK.

## Beeldmerk

2014 – 2015
2015 – 2022
2022 – heden